# Jobboldali ellenzék (kommunizmus)
A jobboldali ellenzék nevet a kommunizmus a szovjet korszakában arra a politikai tevékenységre használták, amelyet Nyikolaj Ivanovics Buharinhoz, Alekszej Ivanovics Rikovhoz, Mihail Pavlovics Tomszkijhoz és követőikhez kötöttek az 1920-as években és később. A nevet használták a kommunista mozgalmon belüli "jobboldali" kritikusokra is, különösen azokra, akik a Nemzetközi Kommunista Ellenzék néven szövetkeztek, tekintet nélkül arra, hogy köthetők voltak-e Buharinhoz és Rikovhoz. Fontos tudnivaló, hogy jobboldalinak őket a kommunista mozgalmon belül, másokhoz képest tartották. A korabeli politikai spektrumok centrumához képest ők is a baloldalon álltak.

## Megjelenése
A Szovjetunióban három irányzat bontakozott ki a Lenin halálát követő hatalmi harcban, Trockij leírása szerint: bal, jobb és közép, és ezek osztályalapon szerveződtek. Trockij érvelése szerint a saját irányzata, a baloldali ellenzék képviselte a munkásosztály nemzetközi hagyományait. A Sztálin vezette centrum Trockij kategóriáiban az állami- és a pártbürokráciát képviselte, és a bal- és a jobboldal között manőverezett. A jobboldali ágat Buharin és Rikov követőivel azonosították, azt tartották róluk, hogy a parasztság befolyása alatt állnak, és hogy a kapitalista restauráció veszélyét tartják életben. Politikájukat nagymértékben a Buharin kidolgozta új gazdaságpolitikával (oroszul Новая экономическая политика, átírva novaja ekonomicseszkaja polityika, rövidítve: NEP) azonosították.
Robert J. Alexander megkérdőjelezte, hogy a különböző országok kommunista "jobboldali ellenzékei" egy trendbe illeszthetőek, hiszen általában helyi politikai és pártbéli ügyekre épültek rá. Ennélfogva a jobboldali ellenzék sokkal széttöredezettebb volt, mint a baloldali ellenzék. Ennek ellenére a különböző jobboldali ellenzéki csoportok létrehoztak egy nemzetközi szervezetet, a Nemzetközi Kommunista Ellenzéket. A baloldaliaktól eltérően nem hoztak létre önálló pártokat és a Kominternhez hűnek tartották magukat.

## Az orosz ellenzék sorsa
Sztálin és támogatói kezdetben Buharinnal és a jobboldali ellenzékkel szövetkeztek Trockij és a baloldaliak ellen. Miután utóbbiakat félreállították, Sztálin korábbi szövetségesei ellen fordult. Buharint és a jobboldaliakat eltávolították a fontos állami- és pártpozíciókból.
Buharint nézetei nyilvános visszavonására kényszerítették. Röviddel a régi baloldali bolsevik Zinovjev és Kamenyev 1936-ban történt kivégzése után Buharint és Rikovot is letartóztatták (1937. február 27-én), perbe fogták és kivégezték (1938. március 15-én). Trockijtól eltérően Buharin és szovjet követői kapituláltak Sztálin előtt és "ideológiai hibákat" ismertek el. Ideiglenes rehabilitációjuk – amit nem követett pozíciókba való visszaemelés – ellenére végül megölték őket a nagy tisztogatásban.

## A Nemzetközi Kommunista Ellenzék (NKE)
A Komintern Buharinnal laza kapcsolatban álló különböző jobboldali ellenzéki csoportjai arra kényszerültek, hogy saját maguk szerveződjenek, miután kiűzték őket a Komintern nemzeti szekcióiból. Európában a legfontosabb és legjelentősebb ilyen új szerveződés a Heinrich Brandler vezette német Kommunista Párti Ellenzék (KPO) volt. Az Egyesült Államokban Jay Lovestone, Bertram Wolfe és követőik, a "Lovestoneiták" hozták létre az ellenzéki kommunista pártot (Communist Party (Opposition), rövidítve CPO). Workers Age címmel újságot is kiadtak. Ennek a pártnak  a kanadai ágát a Marxi Nevelési Liga hozta létre, és ez a Co-operative Commonwealth Federation nevű kanadai szociáldemokrata párttal szövetkezett. 1939-re azonban torontói és montreali csoportja is megszűnt.
A Nemzetközi Kommunista Ellenzékbe tömörült kommunista csoportok egyes országokban sikeresebbek voltak a Komintern-tag szerveződéseknél. Például Karl Kilbom svéd Szocialista Pártja az 1932-es választásokon a szavazatok 5,7 százalékát szerezte meg, szemben a kominternisták 3,9 százalékos eredményével.
A Joaquin Mauri vezette NKE-s spanyol Bloque Obrero y Campesino (BOC) szintén egy ideig nagyobb és fontosabb volt a hivatalos Spanyol Kommunista Pártnál. Később, 1935-ben a BOC egyesült Andreu Nin Pérez trockijista, Izquierda Comunista de España nevű pártjával, és az így létrejött Egyesült Marxista Munkáspárt (Partido Obrero de Unificación Marxista, POUM) a Második Spanyol Köztársaságot támogató jelentős párt volt a spanyol polgárháborúban. Milíciájában szolgált George Orwell, aki tanúja volt a mozgalom sztálinista elfojtásának.
Az 1930-as években az NKE-nek 15 országban volt tagpártja. Nem tekintették magukat önálló nemzetközi szervezetnek, hanem inkább a Kominternből akaratukon kívül kiűzöttek csoportosulásának, akik bármikor visszatérnének a Kominternbe, ha az megváltoztatná velük kapcsolatos politikáját és engedni képviselni nézeteiket.
Bár az NKE-t Buharinnal azonosítják, általában nem Buharin, hanem Sztálin gazdaságpolitikáját támogatták, mint az ötéves tervek a gyors iparosítás elősegítésére és a mezőgazdasági kollektivizálást. Kezdetben támogatták még a moszkvai pereket is, az ellenzékiek kiiktatását célzó konspirációs pereket 1936 és 1938 között. Fő nézeteltérésük Sztálinnak a demokráciát és a szovjet Kommunista Párt befolyását illette a Kominternen belül, illetve Sztálin nemzetközi politikáját általában, különösen a "Harmadik Időszak" ideológiával és a "népi front" politikával kapcsolatban.
Mikor a moszkvai perek elértek Buharinig és követőiig, az NKE-n belül vita robbant ki. Voltak, akik úgy vélték, nem maradt értelme megmaradni a kommunista mozgalmon belüli ellenzéknek, hanem ehelyett a Kominternnel rivális szervezete kellene alapítani, ahogy Trockij tette a Negyedik Internacionáléval 1938-ban.

## A jobboldali ellenzék vége
Az NKE bomlása már 1933-ban elkezdődött. A nácik hatalomra kerülésével a német tagpárt illegalitásba kényszerült, és Párizsban hozott létre emigráns szervezetet. ITT volt az NKE nemzetközi központja is, és ezen belül a németek domináltak. A norvég és a svéd tagcsoportok még ugyanebben az évben elhagyták az NKE-t és az új, augusztusban Párizsban létrehozott Nemzetközi Iroda a Forradalmi Szocialista Egységért nevű szervezethez csatlakoztak, amely elutasította a Kominternt és a szociáldemokráciát is. A csehszlovákiai csoport meggyengült, miután decemberben elhagyták cseh tagjai és szinte csak a szudétanémetek maradtak benne, akik a nácizmus felé gravitáltak. Az 1934 márciusában történt ausztriai puccs után az osztrák NKE csoport is a föld alá kényszerült, az elzászi csoport jórészét pedig náci szimpátiai miatt kizárták. A svájci szekció 1936-ban a szociáldemokratákhoz csatlakozott, és M. N. Royjal az élén az indiai csoport is távozott, 1937-ben. A spanyol POUM eltiprása 1937 májusában, majd Buharinék kivégzése a következő évben sokakat meggyőzött, hogy a Komintern nem megreformálható, és belső ellenzékének lenni nem lehet.
1938 februárjában az NKA egyesült a Londoni Irodával. Ez szervezeti zűrzavart teremtett, aminek a megoldására 1939 áprilisában újabb konferenciát szerveztek Párizsba. Itt mindkét szervezetet feloszlatták, egyesítve tagjaikat egy új szervezetbe, a Nemzetközi Forradalmi Marxista Központba. A Párizs-központú szervezet akkor szűnt meg létezni, mikor a németek elfoglalták Franciaországot. Ma kevés szerveződés van, amely az NKA hagyományát folytatja. Közéjük tartozik a német Gruppe Arbeiterpolitik.

## Külső hivatkozások
- For unity of the world Communist movement : a letter to the Independent Labor Party of Great Britain from the Communist Party USA (Opposition)
- A webpage devoted to the American branch of the Right Opposition
- What is the Communist Opposition? by Bertram Wolfe
- International Class Struggle Vol 1 #1 Summer 1936
- International Class Struggle Vol 1 #2 Winter 1936
- International Class Struggle Vol 1 #3 Spring 1937

## Fordítás
Ez a szócikk részben vagy egészben  a   Right Opposition című angol Wikipédia-szócikk ezen változatának fordításán alapul.  Az eredeti cikk szerkesztőit annak laptörténete sorolja fel. Ez a jelzés csupán a megfogalmazás eredetét és a szerzői jogokat jelzi, nem szolgál a cikkben szereplő információk forrásmegjelöléseként.